# Филонович, Василий Захарович
Василий Захарович Филонович (15 января 1894, с. Рогозное, Харьковская губерния — 3 июня 1987, Миннеаполис, США) — генерал-хорунжий армии УНР. В 1920 году — вице-консул Украины в Поти, Грузинская демократическая республика.

## Биография
Родился в дворянской семье Захара Семёновича Филоновича герба Калинова и его жены Марии Георгиевны. В 1903 г. поступил в местное реальное училище, в 1908 г.. перевёлся в землемерную школу в Курске.
Во время Первой мировой войны окончил Чугуевское пехотное юнкерское училище. В российской армии служил в чине поручика.

### В Армии УНР
После февральской революции 1917 стал сторонником Украинской Центральной Рады, принимал участие в украинизации своей воинской части. В начале ноября того же года им было украинизировано 11 сотен в составе 34-й пехотной дивизии.
В конце 1917 г. назначен военным комендантом Сумского уезда. Организовал конный полк и несколько пеших сотен.
В январе-феврале 1918 года во время наступления большевистских войск на Киев возглавлял отрезок фронта Ворожба — Сумы — Гайворон.
Во время антигетманского восстания Директории УНР организовал Сумской отдельный курень (1500 штыков) и присоединился к 4-му полку отдельного корпуса Сечевых стрельцов.
В начале 1919-го назначен офицером по особым поручениям при ставке Главного атамана. В этом же году участвовал в боях на большевистском и деникинском фронтах.
В декабре 1919-го в составе группы из 32 офицеров направлен в деникинский тыл на Екатеринославщину для оказания помощи повстанческим отрядам. Попал в плен. Был вывезен деникинцами в Одессу. Бежал из плена в Кубанскую Народную Республику, где присоединился к кубанским повстанцам.
В 1920 -м во главе отряда отступил в Грузинскую Демократическую Республику. Был включен в состав украинской военной миссии в Грузинской Демократической Республике, занимал должность вице-консула УНР в Поти.
Осенью 1920-го уехал в Османскую империю, затем через Болгарское царство попал в Польскую республику.

### В Карпатской Сечи
В 1933 женился в Праге на поэтессе Веронике Михалевич. В семье родился сын Василий.
В 1939 г. участвовал в боях военных подразделений Карпатской Украины в должности члена штаба против наступающих венгерских войск. Под натиском превосходящих сил противника части Карпатской Сечи во главе с полковником Филоновичем отступили на территорию Королевства Румыния.
После выдачи румынским правительством сечевиков венгерской власти он некоторое время находился в концлагере.
Впоследствии жил в Словакии, где издавал украинскую газету, а с 1951 г. — в США. Возглавлял Союз украинских ветеранов, Общество сторонников УНР. Министр военных дел УНР в изгнании.

## Память
В Сумах существует переулок Василия Филоновича.